# Les Mariés de la tour Eiffel (ballet)
Pour les articles homonymes, voir Les Mariés de la tour Eiffel.
Les Mariés de la Tour Eiffel est un ballet collectif de Georges Auric, Arthur Honegger, Darius Milhaud, Francis Poulenc et Germaine Tailleferre (cinq des membres du groupe des Six), sur un livret de Jean Cocteau, avec une chorégraphie de Jean Börlin, des décors d'Irène Lagut et des costumes de Jean Hugo. Le spectacle fait appel à deux narrateurs. Le ballet a été représenté pour la première fois à Paris, au théâtre des Champs-Élysées, en 1921.

## Origine
Le ballet a été commandé à Jean Cocteau et Georges Auric par Rolf de Maré, riche mécène suédois, fondateur et directeur de la troupe parisienne des Ballets suédois. Le scenario original de Cocteau était intitulé Le Massacre du repas de noce. Il s’est dit que Raymond Radiguet, jeune écrivain alors proche de Cocteau, aurait mis la main à la rédaction du livret.
Manquant de temps, Auric avait demandé à ses amis du Groupe des Six de l’aider à la composition, ce que tous acceptèrent, à l’exception de Louis Durey, pour certains malade, pour d'autres absent de Paris.
Le ballet fut représenté par la troupe des Ballets suédois au théâtre des Champs-Élysées à Paris le 18 juin 1921, avec comme danseurs principaux C. Ari, J. Figoni et K. Vahlander. L’orchestre était dirigé par Désiré-Émile Inghelbrecht. Les narrateurs étaient Jean Cocteau et l’acteur Pierre Bertin.
Le ballet a eu brièvement son heure de gloire avant de sombrer dans l’oubli, bien qu’il ait été représenté en 1923 à New York où il a été repris en 1988.
Il a cependant fait l'objet en 2000 d'une création coproduite par le Centre de l'Océan Indien et le Théâtre de Namibie, donnant lieu à plusieurs tournées avec la compagnie Vincent Colin, sur une mise en scène de Vincent Colin, avec l'orchestre Ars Nova, sur un arrangement de Marius Constant.

## Synoptique
Le scénario du ballet frise le non-sens : un couple de jeunes mariés prend son petit déjeuner sur l’une des plateformes de la Tour Eiffel. Un invité fait un discours pompeux. Alors qu’un photographe invite l’assemblée à « regarder le petit oiseau sortir », un bureau de télégraphe apparaît subitement sur la plateforme. Un lion entre et dévore un des invités pour son petit déjeuner alors qu’un étrange personnage dénommé « un enfant du futur » surgit et tue tout le monde. Le ballet se termine par la fin du mariage.
Auteur d'une farce grinçante autour des stéréotypes de l'époque (la famille, la bourgeoisie, l'armée et même la très admirée tour Eiffel), Cocteau, interrogé sur le sujet du ballet, répondit : « Vacuité d’un dimanche ; bestialité humaine, expressions toutes faites, dissociation des idées de la chair et des os, férocité de l’enfance, la poésie miraculeuse de la vie quotidienne ».
Francis Poulenc, dans une lettre du 29 juillet 1923, dit de l’œuvre : « toujours de la merde... hormis l'ouverture d'Auric ».

## Le ballet
Le ballet est composé de 10 scènes : 
- Ouverture “Le 14 juillet” - Georges Auric
- Marche nuptiale - Darius Milhaud
- Discours du général (polka) – Francis Poulenc
- La Baigneuse de Trouville – Francis Poulenc
- La Fugue du massacre – Darius Milhaud
- La Valse des dépêches – Germaine Tailleferre
- Marche funèbre – Arthur Honegger (dans laquelle il s’inspire de la valse de l’opéra Faust de Gounod[2])
- Quadrille – Germaine Tailleferre
- Ritournelles – Georges Auric
- Sortie de la noce – Darius Milhaud[2],[6]

## Enregistrement
Le premier enregistrement de l’œuvre, supervisé par Darius Milhaud lui-même, ne date que de 1966.
Le ballet a été également enregistré par le Philharmonia Orchestra sous la direction de Geoffrey Simon.
En 1987, Marius Constant a arrangé la musique pour un ensemble musical de quinze instruments : quintette d’instruments à vent, quintette à cordes, trompette, trombone, harpe et deux percussions. Cette interprétation musicale a été enregistrée par l’Erwartung Ensemble sous la direction de Bernard Desgraupes, avec les acteurs Jean-Pierre Aumont et Raymond Gérôme comme narrateurs.